# Ford Contour
Ford Contour var en stor mellemklassebil bygget af Ford Motor Company til Nordamerika i årene 1994 til 2000.
Bilen var en amerikansk udgave af den første generation af Ford Mondeo. En vidtgående identisk søstermodel var Mercury Mystique.
Contour var i vidt omfang teknisk identisk med den europæiske Mondeo. Contour havde dog mere kantede baglygter, som var hentet fra den sidste, amerikanske Escort. Designet på frontpartiet blev i 1997 tilpasset Mondeo.
Modellen fandtes kun som sedan. Til combi coupé- og stationcarversionerne af den europæiske Mondeo fandtes der ingen amerikanske modsvarigheder, da sådanne i USA ikke var ret efterspurgte i dette segment.

## Modelhistorie
Contour kom på markedet i starten af 1994 i versionerne GL og LX med 2,0-liters firecylindret Zetec-motor, og som SE med 2,5-liters V6 Duratec-motor. Begge motorer kunne kombineres med enten en MTX75 femtrins manuel gearkasse eller en CD4E firetrins automatgearkasse.
I 1997 blev programmet udvidet med en billigere indstigningsmodel (uden tillægsbetegnelse).
Ligeledes i 1997 gennemgik Contour et facelift med en større, kromindrammet kølergrill og større forlygter. Det nye frontparti lignede 1997-modellen af den europæiske Mondeo, uden dog at være identisk. I 1998 udgik basismodellen uden tillægsbetegnelse samt GL-modellen, og samtidig blev sportsmodellen Contour SVT med 149 kW (203 hk) introduceret. Denne version var begrænset til 5000 eksemplarer pr. modelår.
Da de amerikanske bilfabrikanter mod slutningen af 1990'erne i større grad begyndte at satse på de voksende SUV- og pickup-segmenter, pg det almindelige personbilsegment fik en tilbagegang og derudover var domineret af japanske mærker, fik modellen efter produktionens afslutning i sommeren 2000 i første omgang ingen efterfølger. Med indstillingen af Ford Contour og Mercury Mystique sluttede også Fords verdensbilskoncept. På seks år løb ca. 1 mio. eksemplarer af samlebåndet.
I Europa blev der til modelår 2001 udviklet en helt ny generation af Mondeo, som ikke blev markedsført i Nordamerika. I stedet satsede Ford i USA på den større Taurus, som herefter blev solgt billigst muligt. Først i år 2005 kom der med Ford Fusion en ny model i samme segment som Contour, som dog ikke havde noget at gøre med den mindre, europæiske model af samme navn.
- Ford Contour (1997–2000)
- Bagfra

## Sikkerhed
Den næsten identiske Mondeo er af det svenske forsikringsselskab Folksam blevet bedømt som værende lige så sikker som middelbilen.

## Tekniske data
|                                      | 2,0                  | 2,5                   | 2,5 SVT               |
| Byggeår                              | 1994−2000            | 1994−2000             | 1998−2000             |
| Motordata                            |                      |                       |                       |
| Motortype                            | R4-benzinmotor       | R4-benzinmotor        | V6-benzinmotor        |
| Antal ventiler pr. cylinder          | 4                    | 4                     | 4                     |
| Ventilstyring                        | DOHC, tandrem        | 2 × DOHC, kæde        | 2 × DOHC, kæde        |
| Fødesystem                           | Multipoint           | Multipoint            | Multipoint            |
| Trykladning                          | –                    | –                     | –                     |
| Køling                               | Vandkøling           | Vandkøling            | Vandkøling            |
| Boring × slaglængde                  | 84,8 × 88,0 mm       | 82,4 × 79,5 mm        | 82,4 × 79,5 mm        |
| Slagvolume                           | 1988 cm³             | 2544 cm³              | 2544 cm³              |
| Kompressionsforhold                  | 9,6:1                | 9,7:1                 | 10,0:1                |
| Maks. effekt ved omdr./min.          | 93 kW (126 hk) /5500 | 127 kW (173 hk) /6250 | 149 kW (203 hk) /6700 |
| Maks. drejningsmoment ved omdr./min. | 177 Nm /4000         | 224 Nm /4250          | 227 Nm /5625          |
| Kraftoverførsel                      |                      |                       |                       |
| Drivende hjul                        | Forhjul              | Forhjul               | Forhjul               |
| Gearkasse (standardudstyr)           | 5-trins manuel       | 5-trins manuel        | 5-trins manuel        |
| Gearkasse (ekstraudstyr)             | 4-trins automatisk   | 4-trins automatisk    | –                     |
| Præstationer                         |                      |                       |                       |
| Topfart                              | 195 km/t (180 km/t)  | 225 km/t (210 km/t)   | 230 km/t              |
| Acceleration 0-100 km/t              |                      | 8,6 sek. (10,4 sek.)  | 7,9 sek.              |

1. ↑  Værdier i parentes ( ) gælder for versioner med automatgear.